# Oxalis macra
Oxalis macra är en harsyreväxtart som beskrevs av Schlechter. Oxalis macra ingår i släktet oxalisar, och familjen harsyreväxter. Inga underarter finns listade i Catalogue of Life.